# Teoría perturbacional
En mecánica cuántica, la teoría perturbacional o teoría de perturbaciones es un conjunto de esquemas aproximados para describir sistemas cuánticos complicados en términos de otros más sencillos. La idea es empezar con un sistema simple y gradualmente ir activando hamiltonianos "perturbativos", que representan pequeñas alteraciones al sistema. Si la alteración o perturbación no es demasiado grande, las diversas magnitudes físicas asociadas al sistema perturbado (por ejemplo sus niveles de energía y sus estados propios) podrán ser generados de forma continua a partir de los del sistema sencillo. De esta forma, podemos estudiar el sistema complejo basándonos en el sistema sencillo.
En particular al estudiar las energías de un sistema físico, el método consiste en identificar dentro del Hamiltoniano (perturbado) que parte de este corresponde a un problema con solución conocida (Hamiltoniano no perturbado en caso de que su solución sea analítica) y considerar el resto como un potencial que modifica al anterior Hamiltoniano. Dicha identificación permite escribir a los autoestados del Hamiltoniano perturbado como una combinación lineal de los autoestados del Hamiltoniano sin perturbar y a las autoenergías como las autoenergías del problema sin perturbar más términos correctivos.

## Procedimiento

### Caso no degenerado
Sea {\displaystyle H\,} el Hamiltoniano de un sistema físico. De acuerdo con lo antes mencionado, el mismo se puede escribir como {\displaystyle {\hat {H}}={\hat {H}}_{0}+\lambda {\hat {V}}}, donde {\displaystyle {\hat {H}}_{0}} corresponde al Hamiltoniano sin pertubar (cuyas soluciones se conocen) y {\displaystyle {\hat {V}}} es el potencial que modifica a {\displaystyle H_{0}\,}. El parámetro {\displaystyle \lambda \,} controla la magnitud de la perturbación. En general es un parámetro ficticio que se usa por conveniencia matemática y que al final del análisis se toma {\displaystyle \lambda =1\,}. Por otro lado, los autoestados de {\displaystyle H\,} se escriben como una combinación lineal de los autoestados de {\displaystyle H_{0}\,}

{\displaystyle |\psi _{n}\rangle =\sum _{m}\sum _{k}\lambda ^{k}c_{nm}^{(k)}|\psi _{m}^{(0)}\rangle }

y las energías como

{\displaystyle E_{n}=\sum _{k}\lambda ^{k}E_{n}^{(k)}}

donde {\displaystyle E_{n}^{(k)}} es la {\displaystyle k}-ésima corrección a la energía. El índice {\displaystyle k\,} indica el orden de la corrección comenzando por {\displaystyle k=0\,}. Es decir, cuanto mayor sea {\displaystyle k\,}, mejor aproximación se tendrá y para {\displaystyle k=0\,} no hay corrección alguna. En las anteriores expresiones se ha supuesto que

{\displaystyle H_{0}|\psi _{n}^{(0)}\rangle =E_{n}^{(0)}|\psi _{n}^{(0)}\rangle } y {\displaystyle H|\psi _{n}\rangle =E_{n}|\psi _{n}\rangle }

Si reemplazamos las expresiones para {\displaystyle H}, {\displaystyle E_{n}} y {\displaystyle |\psi _{n}\rangle } en la segunda ecuación de la anterior línea se tiene
Esta igualdad se debe satisfacer para todo orden de {\displaystyle \lambda }. El primer término del lado izquierdo de la última línea corresponde al orden {\displaystyle k=0} y debe ser idénticamente nulo ya que del lado derecho de la igualdad no existen términos de dicho orden en {\displaystyle \lambda }. Esto implica que, para que toda la suma se anule, los {\displaystyle c_{nm}^{(0)}=\delta _{nm}}, donde {\displaystyle \delta _{nm}} es la delta de Kronecker. 
Por otro lado, cuando {\displaystyle k=1} se tiene en el lado izquierdo el primer orden de {\displaystyle \lambda } que se obtiene en el lado derecho cuando {\displaystyle k_{1}+k_{2}=1}, es decir cuando {\displaystyle k_{1}=1\wedge k_{2}=0} o bien cuando {\displaystyle k_{1}=0\wedge k_{2}=1}. Por lo tanto se tiene
Para el segundo orden, {\displaystyle k=2} y {\displaystyle k_{1}=2\wedge k_{2}=0}, {\displaystyle k_{1}=1\wedge k_{2}=1} y {\displaystyle k_{1}=0\wedge k_{2}=2}, entonces
Para el tercer orden, {\displaystyle k=3} y {\displaystyle k_{1}=3\wedge k_{2}=0}, {\displaystyle k_{1}=2\wedge k_{2}=1}, {\displaystyle k_{1}=1\wedge k_{2}=2} y {\displaystyle k_{1}=0\wedge k_{2}=3}, entonces
y así sucesivamente hasta el orden que se desee. A partir de las anterior igualdades es posible calcular todos los coeficientes {\displaystyle c_{nm}^{(k)}} de las combinaciones lineales y las correcciones a las energías {\displaystyle E_{n}^{k}}. Para obtenerlas se procede del siguiente modo: primero se usa el hecho que {\displaystyle c_{nm}^{(0)}=\delta _{nm}} con lo cual, para los tres órdenes respectivamente se tiene,
Para hallar las correcciones a la energía se debe multiplicar por el bra {\displaystyle \langle \psi _{n}^{(0)}|} y usar que {\displaystyle \langle \psi _{n}^{(0)}|\psi _{m}^{(0)}\rangle =\delta _{nm}}, obteniéndose entonces
Reordenando las anteriores expresiones y despejando para la corrección deseada se tiene
De este modo se han obtenido las correcciones para las energías en términos de relaciones recursivas partiendo de la primera corrección cuyo valor es el elemento de matriz {\displaystyle E_{n}^{(1)}=\langle \psi _{n}^{(0)}|V|\psi _{n}^{(0)}\rangle }. Las correcciones también dependen de los coeficientes de las combinaciones lineales. Estos pueden ser hallados con un razonamiento similar, en efecto, si en vez de haber multiplicar por {\displaystyle \langle \psi _{n}^{(0)}|} se multiplica por {\displaystyle \langle \psi _{l}^{(0)}|} con {\displaystyle l\neq n} se tiene
Reordenando para este caso,
Los coeficientes {\displaystyle c_{nn}^{(k)}} se calculan por normalización del estado {\displaystyle |\psi _{n}\rangle }. Una vez obtenidos todos los coeficientes y las correcciones a la energía del orden deseado se los reemplaza en las expresiones expuestas inicialmente para determinar los autoestados de {\displaystyle H} y las autoenergías de dicho operados, respectivamente.
Por ejemplo, si se desea calcular la corrección para la energía a primer orden y los autoestados correspondientes, las expresiones 
se cortan para {\displaystyle k=1} quedando
luego, se reemplazan los resultados antes hallados 
y se obtienen las aproximaciones de los estados y las energías para el problema con la perturbación {\displaystyle V}.

## Caso degenerado
Ahora veamos el caso en que el operador no perturbado {\displaystyle \displaystyle {{\hat {H}}_{0}}} posea valores propios degenerados. Llamemos {\displaystyle |\psi _{n}^{k}\rangle } a estas autofunciones (que tomaremos ortonormales {\displaystyle \langle \psi _{n}^{p}|\psi _{m}^{k}\rangle =\delta _{nm}\delta _{kp}} ) asociadas al autovalor {\displaystyle \displaystyle {E_{n}^{(0)}}}.
{\displaystyle {\hat {H}}_{0}|\psi _{n}^{k}\rangle =E_{n}^{(0)}|\psi _{n}^{k}\rangle }
Debemos recordar que las combinaciones lineales de los autoestados degenerados de un mismo nivel energético forman un subespacio vectorial del espacio de Hilbert del sistema físico. Es decir, cualquier combinación lineal de los estados {\displaystyle |\psi _{n}^{k}\rangle } es a su vez un autoestado de {\displaystyle \displaystyle {{\hat {H}}_{0}}} con el mismo autovalor. En este caso surgen complicaciones matemáticas que nos obligan a considerar solamente las aproximaciones al primer orden en la energía y a orden cero en las autofunciones. En efecto, buscamos resolver:
{\displaystyle ({\hat {H}}_{0}+\lambda {\hat {V}})|\psi \rangle =E|\psi \rangle }
Donde asumimos que podemos escribir
{\displaystyle |\psi \rangle =\sum _{k}C_{k}|\psi _{n}^{k}\rangle }
{\displaystyle E=E_{n}^{(0)}+\lambda E_{n}^{(1)}}
Donde los coeficientes {\displaystyle C_{k}} son de orden cero en {\displaystyle \lambda }. Reemplazando en la ecuación de Schrödinger:
{\displaystyle \sum _{k}C_{k}{\hat {V}}|\psi _{n}^{k}\rangle =E_{n}^{(1)}\sum _{k}C_{k}|\psi _{n}^{k}\rangle }
Haciendo producto interno con {\displaystyle |\psi _{n}^{p}\rangle } y definiendo {\displaystyle V_{pk}=\langle \psi _{n}^{p}|{\hat {V}}|\psi _{n}^{k}\rangle } obtenemos:
{\displaystyle \sum _{k}V_{pk}C_{k}=E_{n}^{(1)}\sum _{k}C_{k}\delta _{pk}}
Si consideramos la matriz {\displaystyle V} formada por los elementos matriciales {\displaystyle V_{pk}} y el vector columna {\displaystyle C} (de elementos {\displaystyle C_{k}}), es fácil darse cuenta de que la ecuación anterior puede escribirse en forma matricial:
{\displaystyle VC=E_{n}^{(1)}C}
La anterior ecuación es una ecuación de valores propios. Puesto que requerimos soluciones no nulas para las autofunciones debe cumplirse que:
{\displaystyle |V-E_{n}^{(1)}I|=0}
La anterior es una ecuación de grado igual al orden de degeneración {\displaystyle \displaystyle {g_{n}}} del nivel {\displaystyle E_{n}^{(0)}}, y tiene en general {\displaystyle \displaystyle {g_{n}}} soluciones diferentes. Estas soluciones van a ser las correcciones (al primer orden en {\displaystyle \lambda }) de la energía. Los autoestados correspodientes son las soluciones de la ecuaciones para los {\displaystyle C_{k}} (téngase en cuenta que en las ecuaciones de este tipo siempre queda una incógnita arbitraria que luego será la que permite la normalización del autoestado). Puesto que en general las soluciones para {\displaystyle E_{n}^{(1)}} serán diferentes, ya no habrá degeneración en el sistema perturbado. Se dice que la perturbación  rompe la degeneración'. En otros casos, la degeneración puede ser rota en forma parcial, es decir, se puede obtener un sistema de autoestados con una degeneración menor a la original.

## Teoría de perturbaciones de muchos cuerpos
También llamada «teoría de perturbaciones de Möller-Plesset» y «teoría de perturbaciones de Rayleigh y Schrödinger» por sus usos tempranos en mecánica cuántica, se le llama «de muchos cuerpos» por su popularidad entre los físicos que trabajan con sistemas infinitos. Para ellos, la consistencia con la talla del problema, que se discute más abajo, es una cuestión de gran importancia, obviamente.

### Representación diagramática y consistencia con la talla del problema
La teoría perturbacional es, como la interacción de configuraciones, un procedimiento sistemático que se puede usar para encontrar la energía de correlación, más allá del nivel Hartree-Fock. La teoría de perturbaciones no es un método variacional, con lo que no da cotas superiores de la energía, sino solamente aproximaciones sucesivamente mejores. En cambio, sí que es consistente con la talla del problema (esto es: la energía de las energías calculadas para dos sistemas es igual a la energía calculada para el sistema suma).
R. P. Feynman ideó una representación diagramática de la teoría de perturbaciones de Rayleigh y Schrödinger, y la aplicó en sus trabajos de electrodinámica cuántica. Inspirado por él, J. Goldstone usó estas representaciones para demostrar la consistencia de la talla (mostró que ciertas contribuciones, que aparentemente rompían la consistencia, se anulaban sistemáticamente a cualquier orden de perturbación). 
Con ayuda de estas mismas representaciones, H. P. Kelly llevó a cabo por primera vez la aproximación del par electrónico independiente, sumando ciertas partes de la perturbación (ciertos diagramas) hasta un orden infinito.

## Aplicaciones de la teoría perturbacional
La teoría perturbacional es una herramienta extremadamente importante para la descripción de sistemas cuánticos reales, ya que es muy difícil encontrar soluciones exactas a la ecuación de Schrödinger a partir de hamiltonianos de complejidad moderada. De hecho, la mayoría de los hamiltonianos para los que se conocen funciones exactas, como el átomo de hidrógeno, el oscilador armónico cuántico y la partícula en una caja están demasiado idealizados como para describir a sistemas reales. A través de la teoría de las perturbaciones, es posible usar soluciones de hamiltonianos simples para generar soluciones para un amplio espectro de sistemas complejos. Por ejemplo, añadiendo un pequeño potencial eléctrico perturbativo al modelo mecanocuántico del átomo de hidrógeno, se pueden calcular las pequeñas desviaciones en las líneas espectrales del hidrógeno causadas por un campo eléctrico (el efecto Stark). (Hay que notar que, estrictamente, si el campo eléctrico externo fuera uniforme y se extendiera al infinito, no habría estado enlazado, y los electrones terminarían saliendo del átomo por efecto túnel, por débil que fuera el campo. El efecto Stark es una pseudoaproximación.)
Las soluciones que produce la teoría perturbacional no son exactas, pero con frecuencia son extremadamente acertadas. Típicamente, el resultado se expresa en términos de una expansión polinómica infinita que converge rápidamente al valor exacto cuando se suma hasta un grado alto (generalmente, de forma asintótica). En la teoría de la electrodinámica cuántica, en la que la interacción electrón - fotón se trata pertrubativamente, el cálculo del momento magnético del electrón está de acuerdo con los resultados experimentales hasta las primeras 11 cifras significativas. En electrodinámica cuántica y en teoría cuántica de campos, se usan técnicas especiales de cálculo, conocidas como diagramas de Feynman, para sumar de forma sistemática los términos de las series polinómicas.
Bajo ciertas circunstancias, la teoría perturbacional no es camino adecuado. Este es el caso cuando el sistema en estudio no se puede describir por una pequeña perturbación impuesta a un sistema simple. En cromodinámica cuántica, por ejemplo, la interacción de los quarks con el campo de los gluones no puede tratarse perturbativamente a bajas energías, porque la energía de interacción se hace demasiado grande. La teoría de perturbaciones tampoco puede describir estados con una generación no-continua, incluyendo estados enlazados y varios fenómenos colectivos como los solitones. Un ejemplo sería un sistema de partículas libres (sin interacción), en las que se introduce una interacción atractiva. Dependiendo de la forma de la interacción, se puede generar un conjunto de estados propios completamente nuevo, que correspondería a grupos de partículas enlazadas unas a otras. Un ejemplo de este fenómeno puede encontrarse en la superconductividad convencional, en la que la atracción entre electrones de conducción mediada por fonones lleva a la formación de electrones fuertemente correlacionados, conocidos como pares de Cooper. Con este tipo de sistemas, se debe usar otros esquemas de aproximación, como el método variacional o la aproximación WKB.
El problema de los sistemas no perturbativos ha sido aliviado por el advenimiento de los ordenadores modernos. Ahora es posible obtener soluciones numéricas, no perturbativas para ciertos problemas, usando métodos como la Teoría del Funcional de la Densidad (DFT). Estos avances han sido de particular utilidad para el campo de la química cuántica. También se han usado ordenadores para llevar a cabo cálculos de teoría perturbacional a niveles extraordinariamente altos de precisión, algo importante en física de partículas para obtener resultados comparables a los resultados experimentales.